# Reprezentacja Chorwacji na Mistrzostwach Europy w Wioślarstwie 2009
Reprezentacja Chorwacji na Mistrzostwach Europy w Wioślarstwie 2009 liczyła 16 sportowców. Najlepszymi wynikami było 3. miejsce w jedynce mężczyzn i dwójce bez sternika kobiet.

## Medale

### Złote medale
Brak

### Srebrne medale
Brak

### Brązowe medale
jedynka mężczyzn (M1x): Mario Vekić
dwójka bez sternika kobiett (W2-): Sonja Kešerac, Maja Anić

## Wyniki

### Konkurencje mężczyzn
- jedynka (M1x): Mario Vekić – 3. miejsce
- czwórka bez sternika (M4-): Stjepan Pirić, Vjekoslav Kolobarić, Toni Bilan, Bojan Malić – 10. miejsce
- ósemka (M8+): Ante Janjić, Niko Bujas, Dražen Čulin, Mate Moguš, Josip Stojčević, Lenko Dragojević, Branko Begović, Marin Begović, Matej Čeh – 7. miejsce

### Konkurencje kobiet
- dwójka bez sternika (W2-): Sonja Kešerac, Maja Anić – 3. miejsce